# Quốc kỳ Wales
Quốc kỳ xứ Wales (tiếng Wales: Baner Cymru, tiếng Anh: Flag of Wales), còn được gọi là Rồng đỏ (Y Ddraig Goch trong tiếng Wales, Red Dragon trong tiếng Anh), bao gồm hình ảnh một con rồng đỏ trên nền trắng và xanh lá cây. Lá cờ này được sử dụng chính thức từ năm 1959, nhưng rồng đỏ là biểu tượng xứ Wales trong nhiều thế kỷ. Các sọc trắng và xanh lá cây tượng trưng cho Tudor, triều đại xứ Wales đã cai trị nước Anh từ năm 1485 đến 1603. Lá cờ này là một trong những lá cờ quốc gia duy nhất, cùng với lá cờ của Bhutan và Malta mà trên đó là hình con rồng.

## Lịch sử

Hiệu kỳ thánh David, thánh bảo trợ xứ Wales
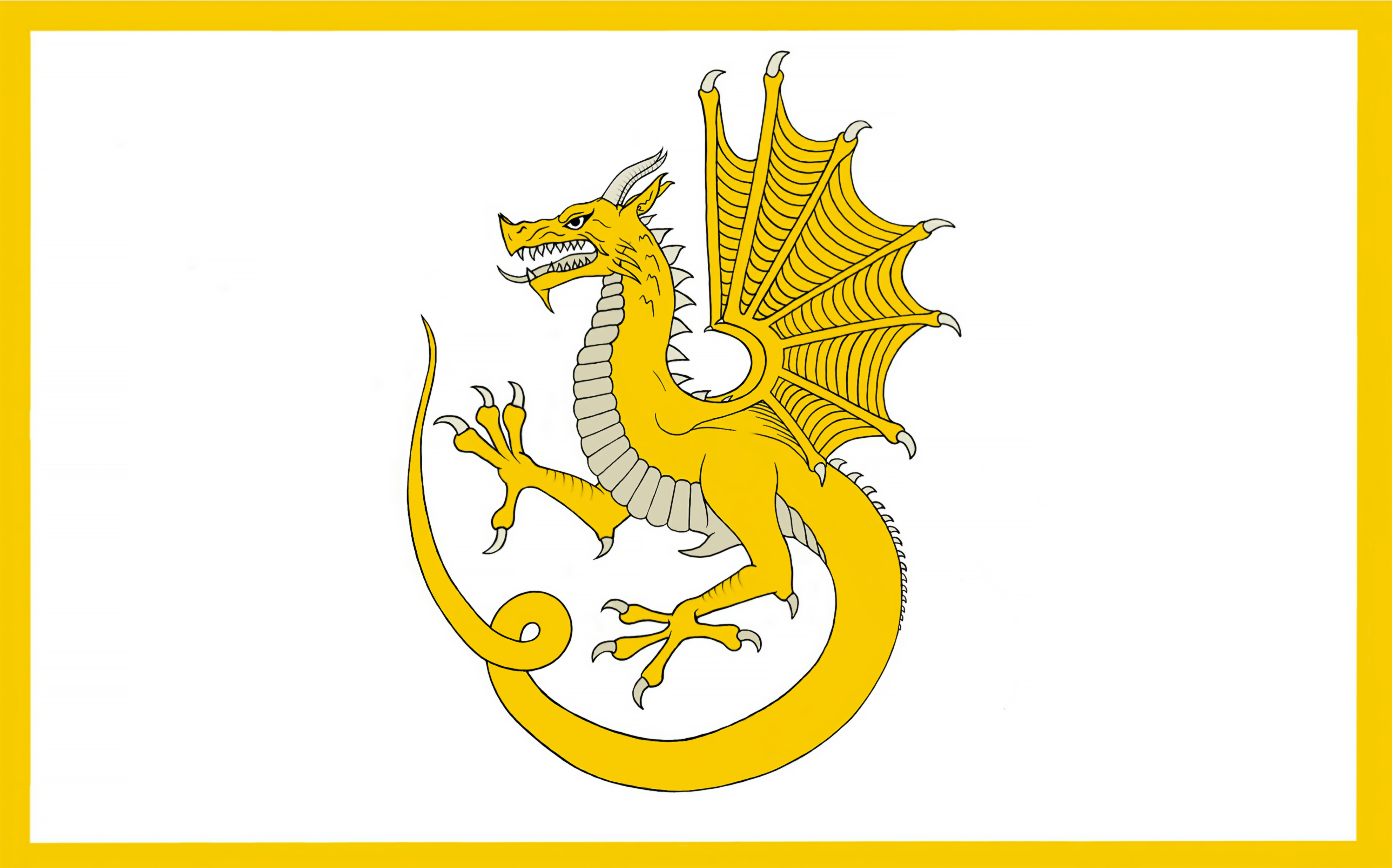
Cờ của Owain Glyndŵr
Quốc kỳ xứ Wales (1807-1953)
Quốc kỳ xứ Wales (1953-1959)